# Южное эхо
«Ю́жное э́хо» (рос. Південне ехо, Південна луна) — газета, що виходила у Кременчуці в 1912—1914 роках.
Перший номер газети вийшов 22 квітня 1912 року. З № 24 1914 отримала підзаголовок — «Ежедневная газета». Додаток «Южное эхо. Телеграммы» виходив як вечірній випуск від 21 липня до 15 грудня 1914 року.
Обсяг: 2—4 с. Усього вийшло 172 числа:
- 1912 — 6 чисел
- 1913 — 21
- 1914—145 чисел

Вихід видання припинився не раніше від 14-15 грудня 1914 року, хоча точна дата виходу останнього номера невідома.